# Янко Атанасов (футболист)
 Тази статия е за футболиста.  За Ботевия четник вижте Янко Атанасов.  
Янко Атанасов (16 август 1936 – 16 ноември 2020) е български футболист, защитник. Играл е за Спартак (София), Черно море (Варна) и Спартак (Варна).

## Биография
Атанасов е една от клубните легенди на Черно море. Носи екипа на „моряците“ в продължение на 10 години. Пристига в отбора през 1959 г. от Спартак (София), където играе, докато отбива военната си служба. Записва за Черно море общо 270 мача с 3 гола в шампионата – 244 мача с 2 гола в А група и 26 мача с 1 гол в Б група. Участва също в 12 мача от турнира за Балканската купа. Капитан на отбора през сезоните 1965/66 и 1968/69.
На 33-годишна възраст през лятото на 1969 г. преминава в Спартак (Варна). През сезон 1969/70 изиграва 16 мача за „соколите“ в Северната Б група, след което слага край на кариерата си. Има 1 мач за Б националния и 2 мача за младежкия национален отбор. След края на състезателната си кариера работи години наред като треньор в детско-юношеската школа на Черно море.